# Rapports mondiaux sur l'apprentissage et l'éducation des adultes
Les rapports mondiaux sur l'apprentissage et l'éducation des adultes (GRALE) sont des documents de référence et de sensibilisation visant à montrer l’importante contribution que l’apprentissage et l’éducation des adultes peuvent apporter à de nombreux secteurs de la société. Ces document expliquent notamment comment l’apprentissage et l’éducation des adultes favorise le développement durable, des sociétés plus saines, de meilleurs emplois et une citoyenneté plus active. 

## Objectifs des rapports
Ces rapport répondent à trois objectifs : premièrement, analyser les résultats d’un suivi des États membres de l’UNESCO et établir si les pays remplissent les engagements pris à CONFINTEA VI ; deuxièmement, promouvoir l’apprentissage et l’éducation des adultes par des preuves de leurs effets positifs sur la santé et le bien-être, l’emploi et le marché du travail, ainsi que la vie sociale, civique et communautaire ; et troisièmement fournir une plate-forme de débat et d’action aux niveaux national, régional et international.
Comme il ressort du rapport GRALE III, les pays affichent des progrès dans la mise en œuvre de tous les domaines du Cadre d’action de Belém. Pourtant on dénombre encore quelque 758 millions d’adultes, dont 115 millions de personnes âgées de 15 à 24 ans, qui sont incapables de lire ou écrire une phrase simple. La plupart des pays n’ont pas atteint la cible de l’Éducation pour tous d’améliorer de 50 % les niveaux d’alphabétisation des adultes d’ici à 2015. L’alphabétisation et l’acquisition des compétences de base chez les adultes restent une priorité de premier plan dans la grande majorité des pays, indépendamment de leur niveau de revenu.
L’inégalité entre les sexes est un autre sujet de préoccupation majeur. La majorité des exclus de l’école sont des filles : dans le monde 9,7 % des filles ne sont pas scolarisées contre 8,3 % des garçons.
De même, la majorité (63 %) des adultes faiblement alphabétisés sont des femmes. L’éducation est essentielle aux droits de l’homme et à la dignité humaine, elle est une force d’autonomisation. L’éducation des femmes a également des effets puissants sur les familles et sur l’éducation des enfants, par l’influence qu’elle exerce sur le développement économique, la santé et l’engagement civique dans l’ensemble de la société. 

## Historique du GRALE
Depuis sa création en 1945, l’UNESCO favorise au niveau mondial le dialogue et l’action dans le domaine de l’apprentissage et de l’éducation des adultes. En 1949, elle a organisé la première CONFINTEA. Depuis cette date, cinq autres conférences du même nom ont eu lieu à environ 12 ans d’intervalle et fournissent aux États membres de l’UNESCO une précieuse opportunité d’examiner, de comparer et de développer leurs approches en apprentissage et éducation des adultes.
Comme mentionné plus haut, la série GRALE se trouve au cœur du suivi mondial de l’apprentissage et de l’éducation des adultes. Chaque édition rassemble les données et preuves les plus récentes en la matière, signale les bonnes pratiques et les politiques efficaces, rappelle aux gouvernements leurs engagements afférents. Lors de la collecte des données destinées au rapport, l’UNESCO invite les pays à soumettre des rapports nationaux détaillés sur l’apprentissage et l’éducation des adultes. La démarche incite ainsi les pays à entreprendre un exercice d’auto- évaluation et à examiner leurs progrès dans chacun des cinq domaines d’action énoncés dans le Cadre d’action de Belém. Après la publication de chaque rapport GRALE, ses résultats sont présentés lors de nombreux événements et analysés avec un large éventail de partenaires. Il engage donc les pays dans un dialogue et les encourage à apprendre les uns des autres comment améliorer politiques et pratiques.

### Le rapport GRALE I
Le rapport GRALE I était une contribution officielle à CONFINTEA VI en 2009, destinée à alimenter les débats. Lors de la préparation de cette première édition, les pays ont été invités à soumettre leurs rapports nationaux, présentés essentiellement sous forme narrative. À partir de ces rapports, le GRALE I a fourni une impression générale des tendances et identifié les enjeux majeurs en apprentissage et éducation des adultes. Il a établi que, si de nombreux pays avaient certes appliqué des politiques d’éducation des adultes, les gouvernements n’affectaient pas de fonds suffisants pour que le secteur puisse exploiter tout son potentiel.

### Le rapport GRALE II
Le rapport GRALE II paru en 2013 a été la première opportunité de dresser un bilan de la mise en œuvre du Cadre d’action de Belém. Les États membres ont été invités à répondre au questionnaire d’une enquête de suivi, plus structurée que les rapports narratifs rédigés pour la première édition. Le GRALE II a en outre éclairé un thème spécifique : l’alphabétisation des jeunes et des adultes, qualifiée dans le Cadre d’action de Belém de fondement de l’apprentissage tout au long de la vie. Cette édition a contribué à clarifier les divers concepts de l’alphabétisation et de l’alphabétisme, apportant une orientation et une inspiration pour la formulation finale de la Recommandation de l’UNESCO sur l’apprentissage et l’éducation des adultes, adoptée en 2015.

### Le rapport GRALE III
L’enquête de suivi remaniée et menée auprès des pays pour collecter les données destinées au rapport GRALE III revêtait une forme plus succincte. Cette édition reflète par ailleurs l’évolution vers une conception plus systémique de l’éducation et de l’apprentissage tout au long de la vie, ancrée dans le Programme de développement durable à l’horizon 2030. Cette perspective holistique sous-tend les chapitres portant sur la santé et le bien- être, l’emploi et le travail, la vie sociale, civique et communautaire.

### Le rapport GRALE IV
L’UNESCO a d’ores et déjà entamé la préparation du rapport GRALE IV. Un défi majeur sera de continuer à enrichir les données existantes et à construire des indicateurs permettant d’analyser les tendances dans la durée. Parallèlement, le suivi devra à l’avenir tenir compte des engagements contractés par les pays en 2015, notamment la Recommandation de l’UNESCO sur l’apprentissage et l’éducation des adultes et le Programme de développement durable à l’horizon 2030. Certaines implications de ces engagements sont explorées dans la troisième partie de ce rapport.

## Sources
- Cet article est partiellement ou en totalité issu de la page « 3e Rapport mondial sur l'apprentissage et l'éducation des adultes: l'impact de l'apprentissage et l'éducation des adultes » de UNESCO, le texte ayant été placé par l’auteur ou le responsable de publication sous la CC BY-SA 3.0 IGO